# Kungen 6

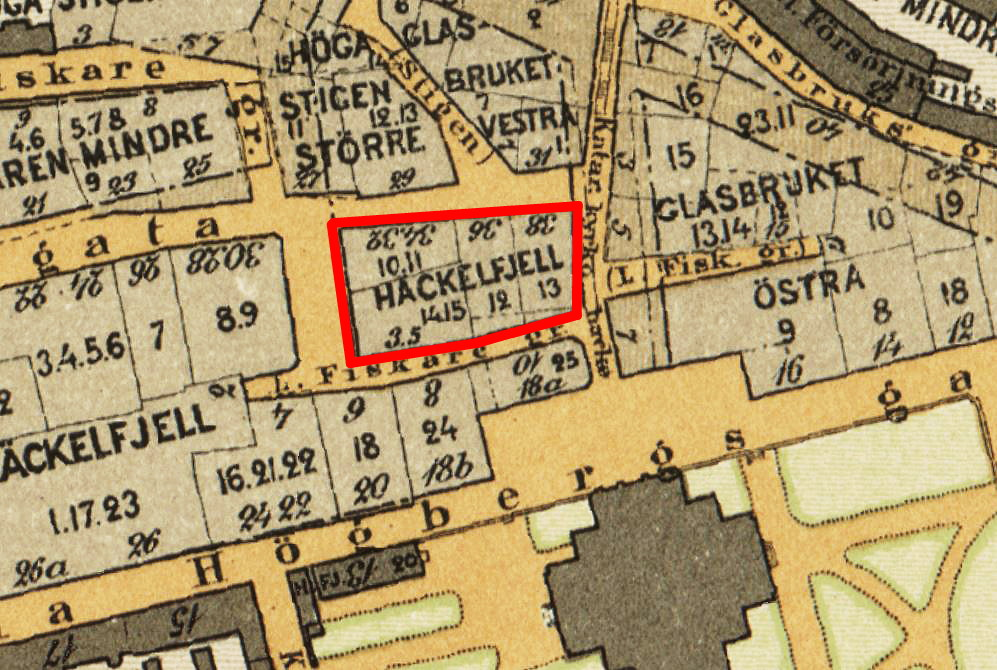
Kvarteret Kungen, dåvarande Häckelfjäll 10–15 år 1899.

Kungen 6 är en kulturhistoriskt värdefull fastighet på nordöstra Södermalm i Stockholm. Bebyggelsen uppfördes under olika perioder på 1700- och 1800-talen och visar en intakt förindustriell stadsmiljö. Fastigheten ägs av AB Stadsholmen och är blåmärkt av Stadsmuseet i Stockholm, vilket innebär att den utgör "synnerligen höga kulturhistoriska värden".

## Kvarteret
Kvarteret Kungen begränsas i norr av Svartensgatan, i öster av Katarina kyrkobacke i söder av Roddargatan och i väster av Fiskargatan. Kvarteret består av en enda fastighet: Kungen 6 med åtta byggnader. Kvartersnamnet Kungen började användas på 1930-talet, innan dess motsvarades nuvarande Kungen 6 av fastigheterna Häckelfjäll 10–15. Kvarteret Häckelfjäll som kvartersnamn är belagt sedan 1652 och går tillbaka till en tid då man trodde på häxor. Här avrättades på 1670-talet åtta ”trollpackor” vid dåvarande Moseberg som kan jämfördes med Blåkulla (eller Häckelfjäll) i folktron.
Strax öster om Kungen 6 ligger kvarteret Drottningen. Både Kungens och Drottningens kvartersnamn har inspirerats av kvarteret Kejsaren vid Götgatan. Kejsaren är från senare delen av 1700-talet och har troligen sitt namn efter boktryckaren Henrik Keyser (död 1663), vars kända boktryckeri låg i kvarteret Pelarbacken Mindre.

Historiska bilder
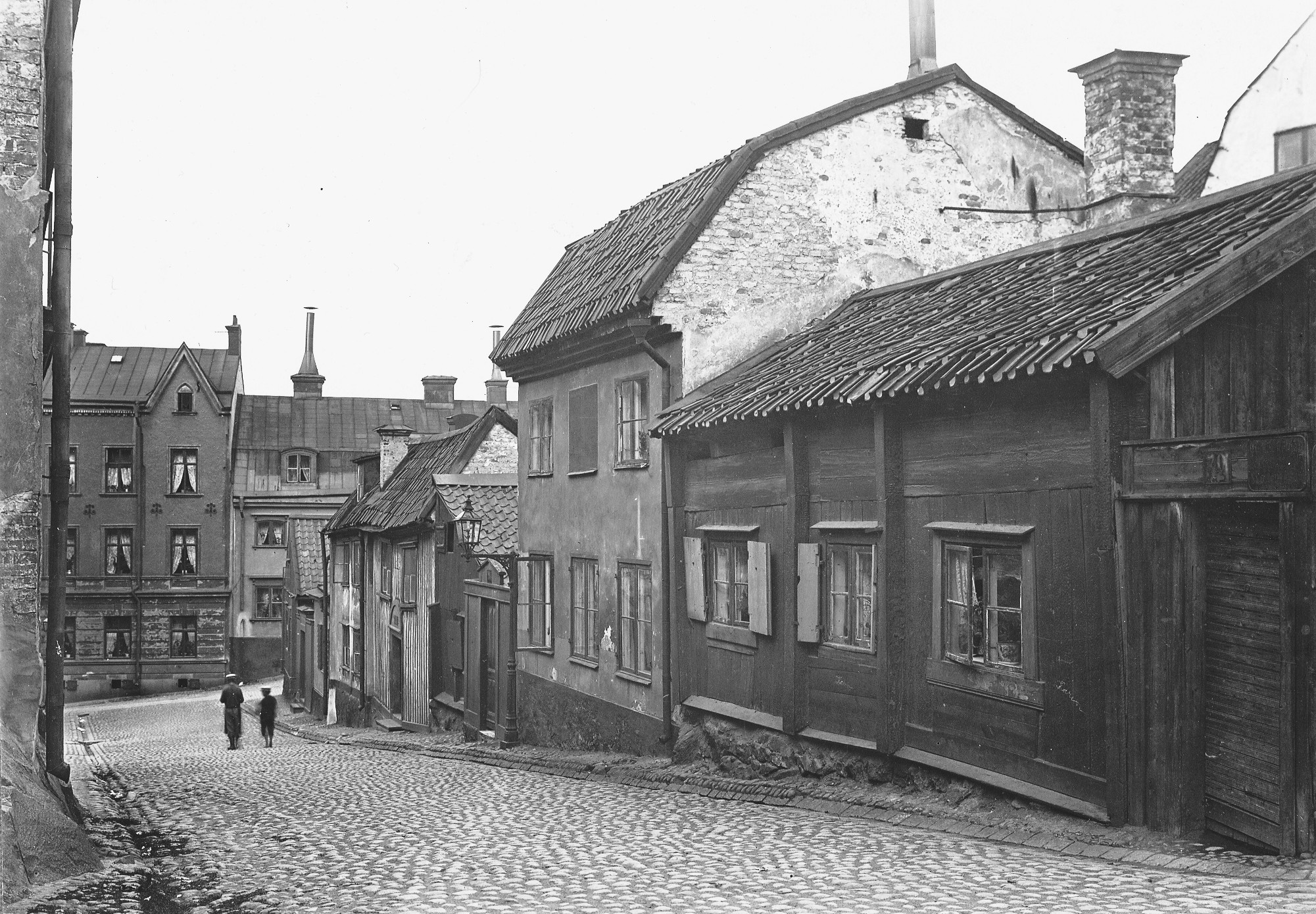
Svartensgatan 32 (1900).
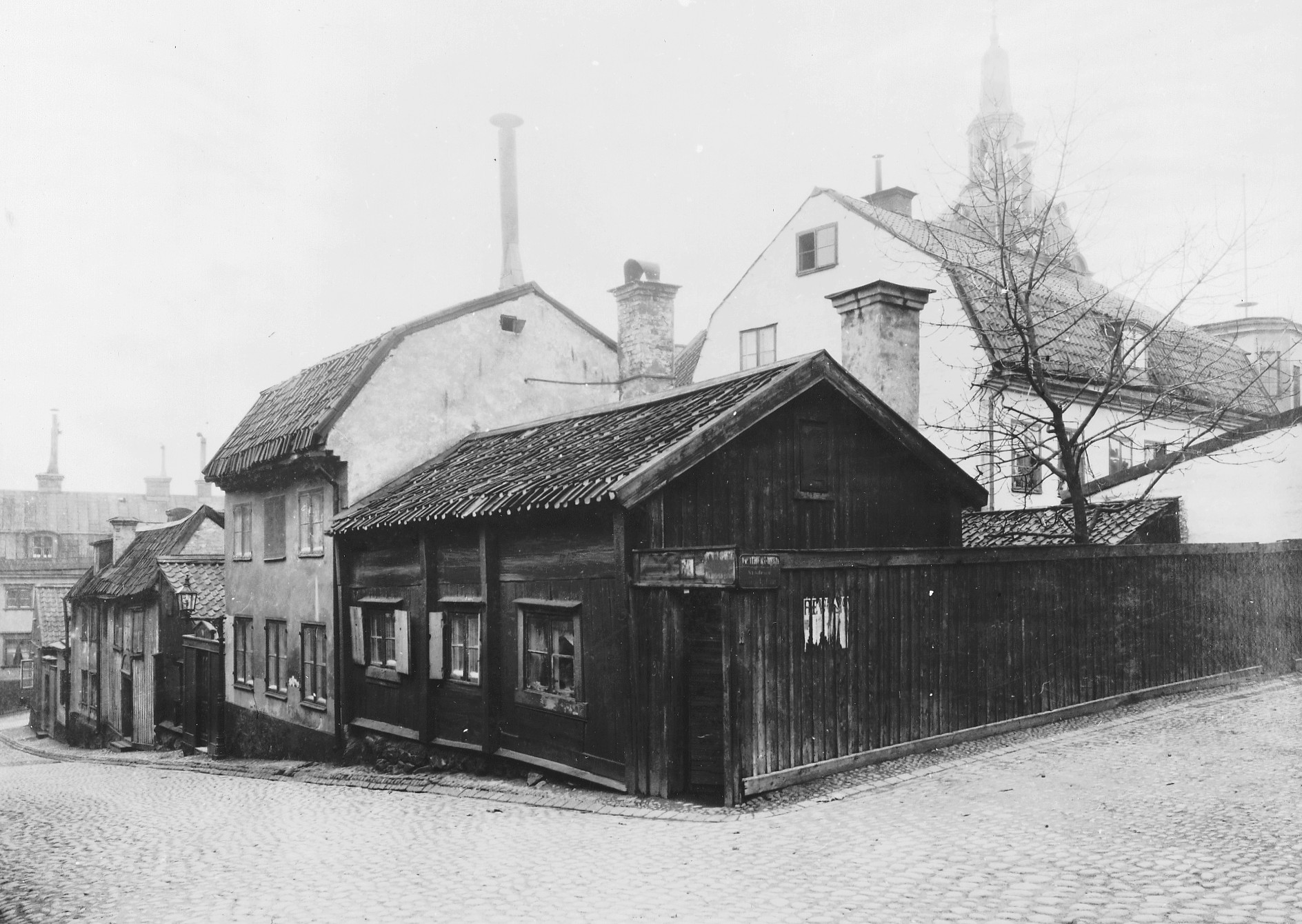
Svartensgatan / Fiskargatan (1904).
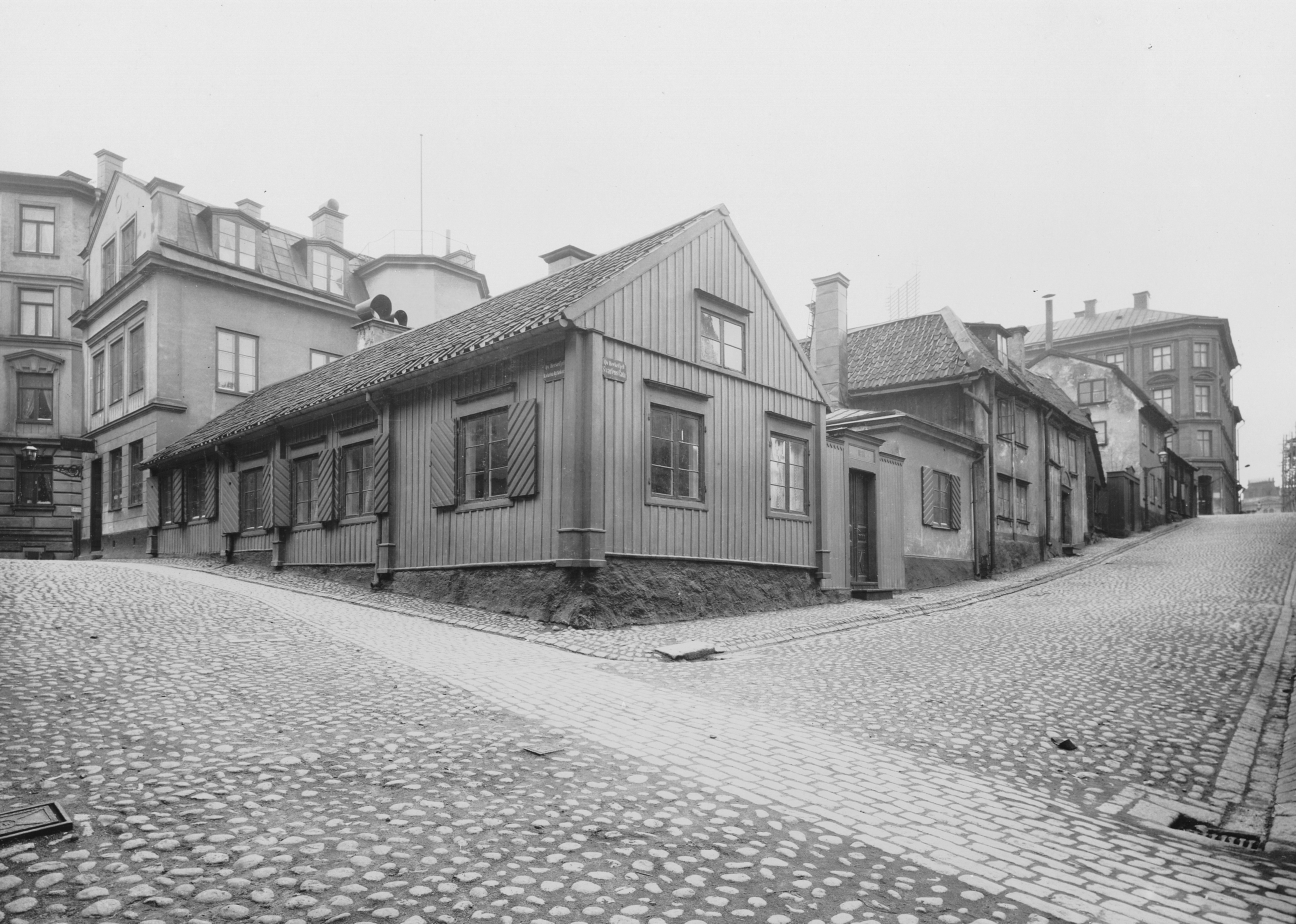
Svartensgatan / Katarina Kyrkobacke (1904).
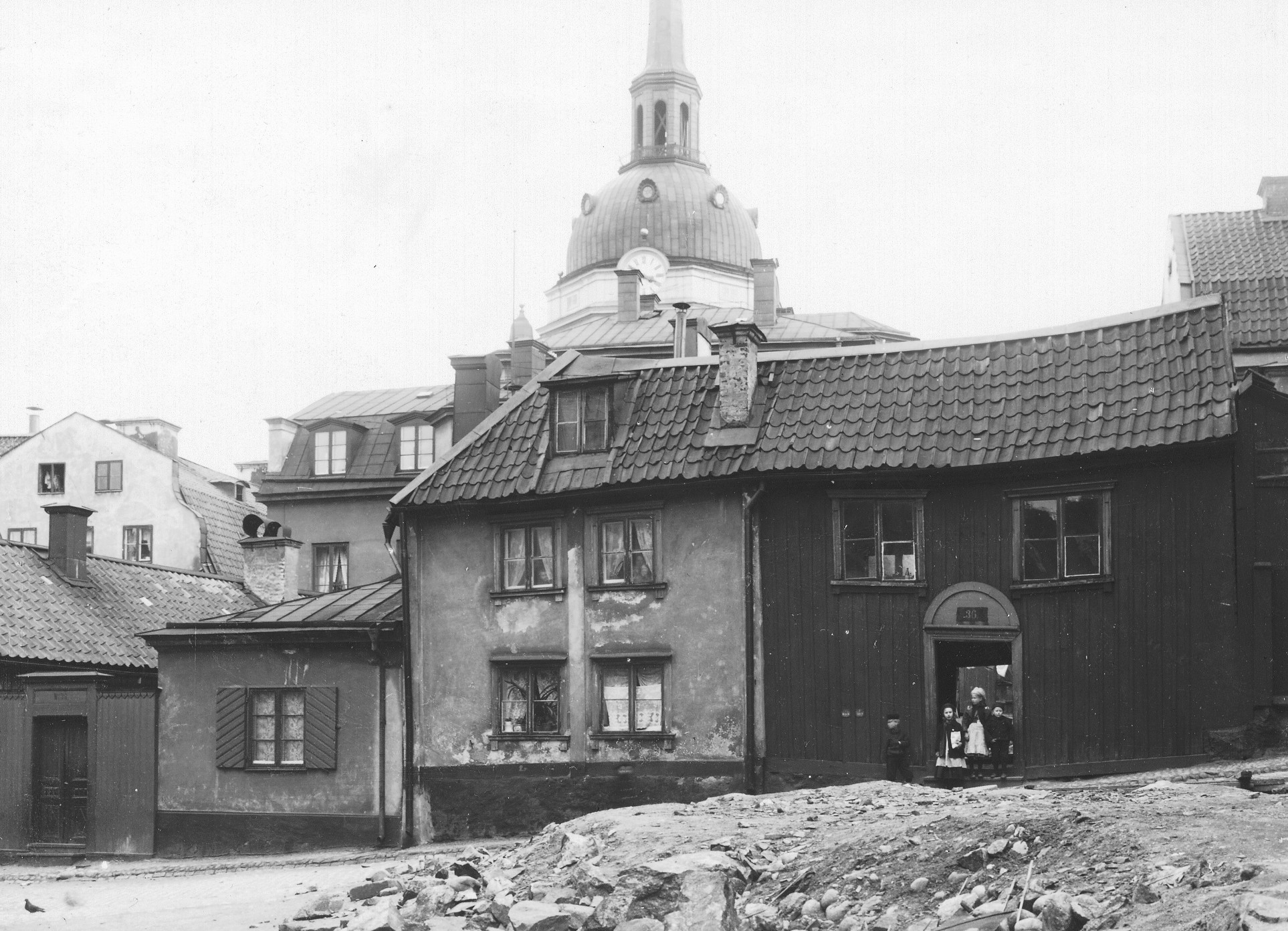
Svartensgatan 36 (1908), revs under tidigt 1900-tal.

## Bebyggelse

### Svartensgatan 32 och 34 (före detta Häckelfjäll 10 och 11)
I hörnet Svartensgatan / Fiskargatan finns två bostadshus från 1700-talet; ett rödmålat trähus med flygel av sten och ett gulputsat stenhus. På gården finns ett gårdshus som nybyggdes i samband med upprustningen på 1970-talet och ersatte då ett snarlikt hus. Hörntomten ägdes 1807 av fiskköparen Johan Apelberg då han ansökte om en brandförsäkring. Han hade redan några år tidigare förvärvat fastigheterna Häckelfjäll 10 och 11 av guld- och silverarbetaren Peter Eneroth respektive kofferdistyrmannen (styrman i handelssjöfarten) Anders Öberg. Innan dess är många olika ägare registrerade, bland dem en kusk, en synålsmakarålderman och en kyrkoherde. När Apelberg tillträdde som ägare var bebyggelsen i dåligt skick och han lät utföra ”betydliga reparationer” på samtliga hus. Stenhusets ålder är inte klarlagt medan trähuset troligen uppfördes kort efter Katarinabranden 1723 och före 1736 då staden förbjöd trähus för bostadsändamål.

### Svartensgatan 38 (före detta Häckelfjäll 13)
I hörnet av dagens Svartensgatan / Katarina kyrkobacke ligger ett grönmålat trähus från 1700-talet. Som så många andra fastigheter på Katarinaberget beboddes även husen i detta kvarter av kaptener och sjömän verksamma inom handelssjöfarten, så kallad kofferdi. Häckelfjäll 13 ägdes under 1700- och 1800-talen av flera kofferdiskeppare. Någon av dem lät bygga trähuset i hörnet Svartensgatan / Katarina kyrkobacke. Av brandförsäkringen från 1782 framgår att byggnaden då ägdes av kommissarie Georg Fredrik Kinnimund vilken beskrev sin bostad bestående av fem rum och sex små ”kontor” samt att taket var täckt dels med torv, dels med tegel.
Stenhuset i hörnet Katarina kyrkobacke / Roddargatan tillkom 1867 på initiativ av sjömannen Nils Nilsson. Hans bostadshus uppfördes i två våningar och gestaltades på tidstypiskt vis med fasader av rusticering i höjd med bottenvåningen, våningsskiljande listverk och profilerade fönsteröverstycken. På 1950-talet fanns en livsmedelsbutik i husets bottenvåning. Kvarterets bebyggelse kompletterades 1875 av en murad uthuslänga som markerar sig med sin gavel mot Svartensgatan. I längan fanns ursprungligen avträden och förråd samt ett litet, fönsterförsedd rum mot Svartensgatan. Väster därom (på före detta Häckelfjäll 12) fanns ursprungligen ett stenhus och ett trähus med adress Svartensgatan 36, de revs under tidigt 1900-tal och platsen lämnades obebyggd.

F.d. Häckelfjäll 10, 11, 13
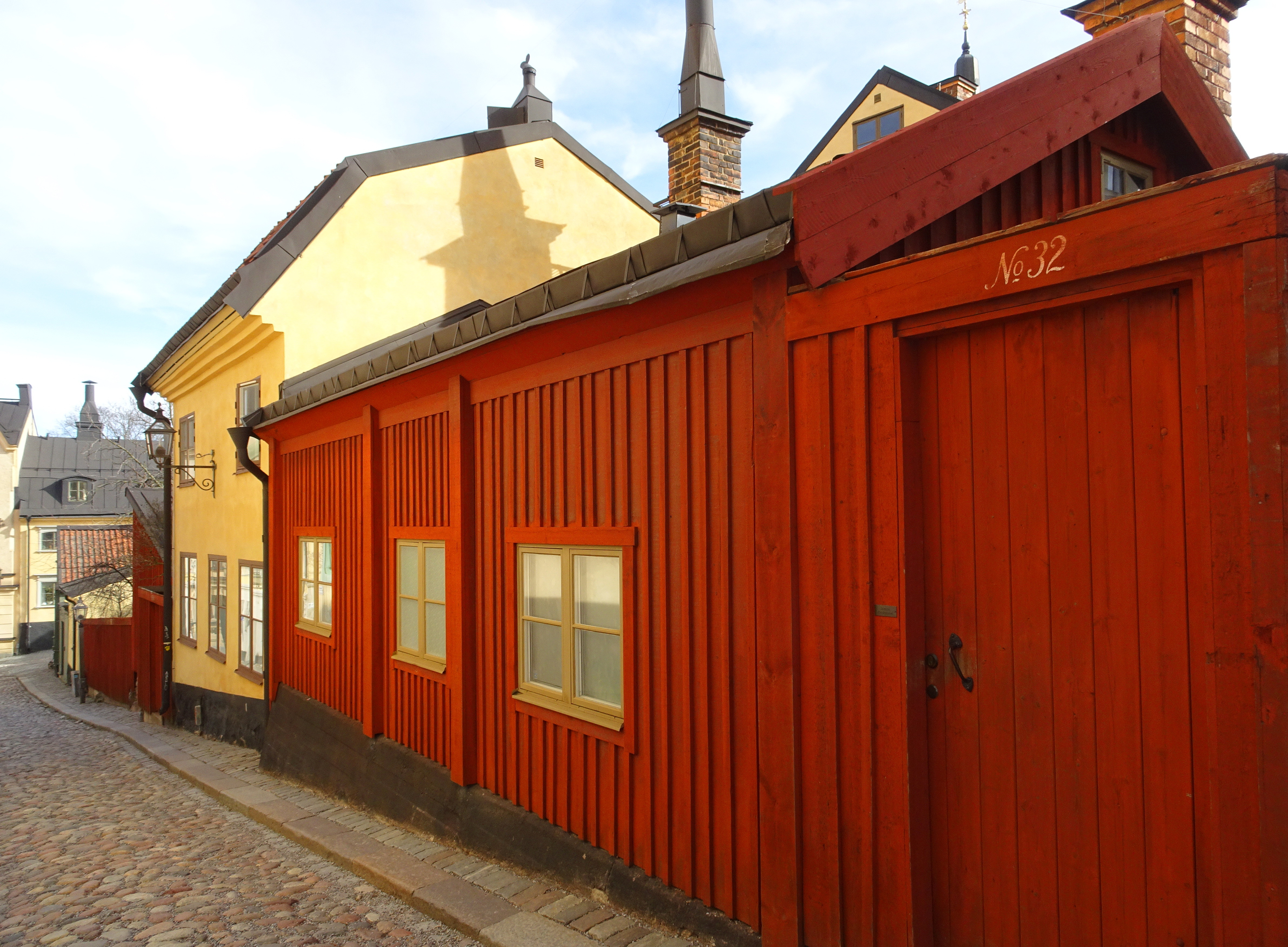
Svartensgatan 32 (närmast) och 34.
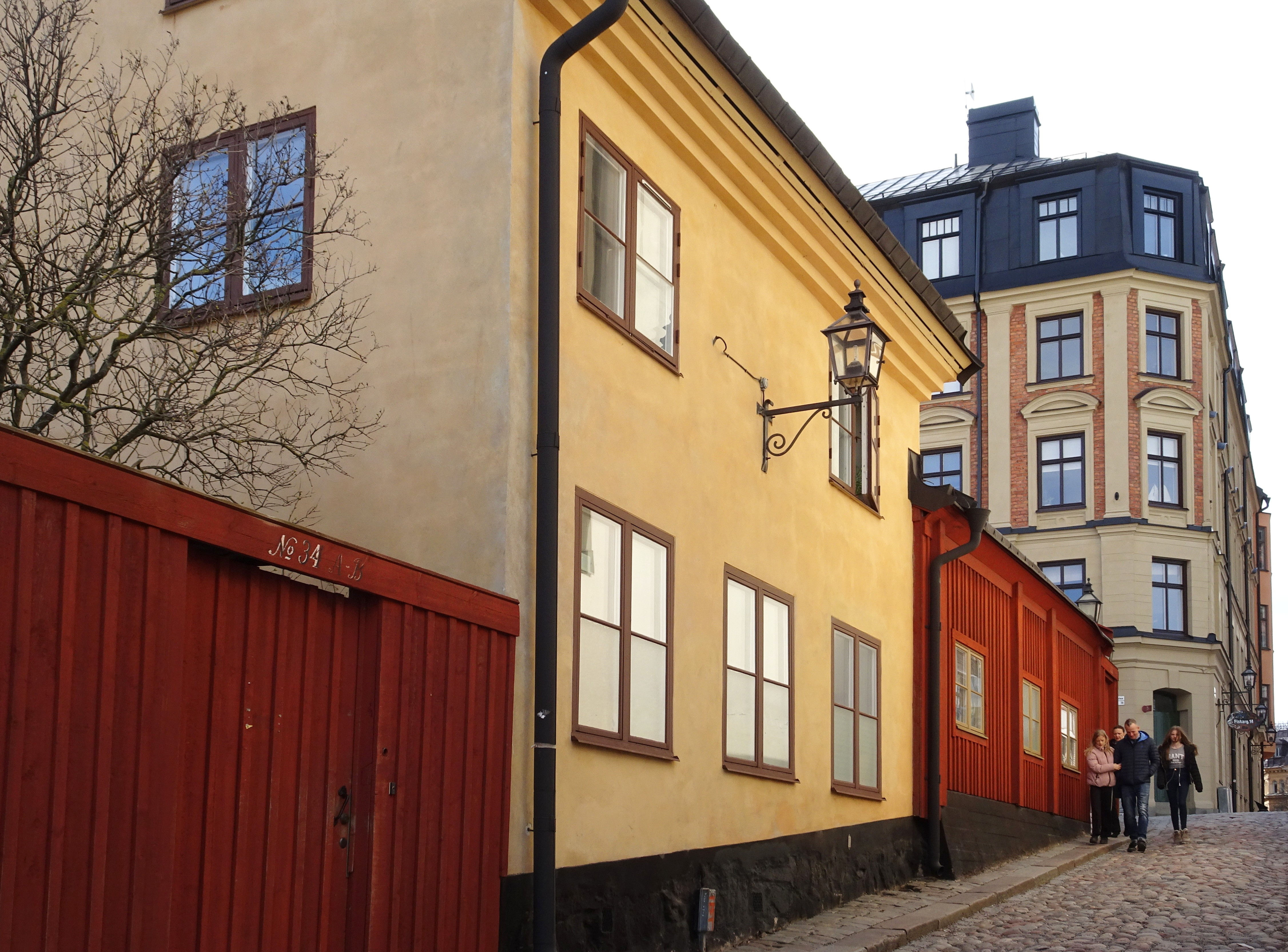
Svartensgatan 34 (stenhuset närmast) och 32.
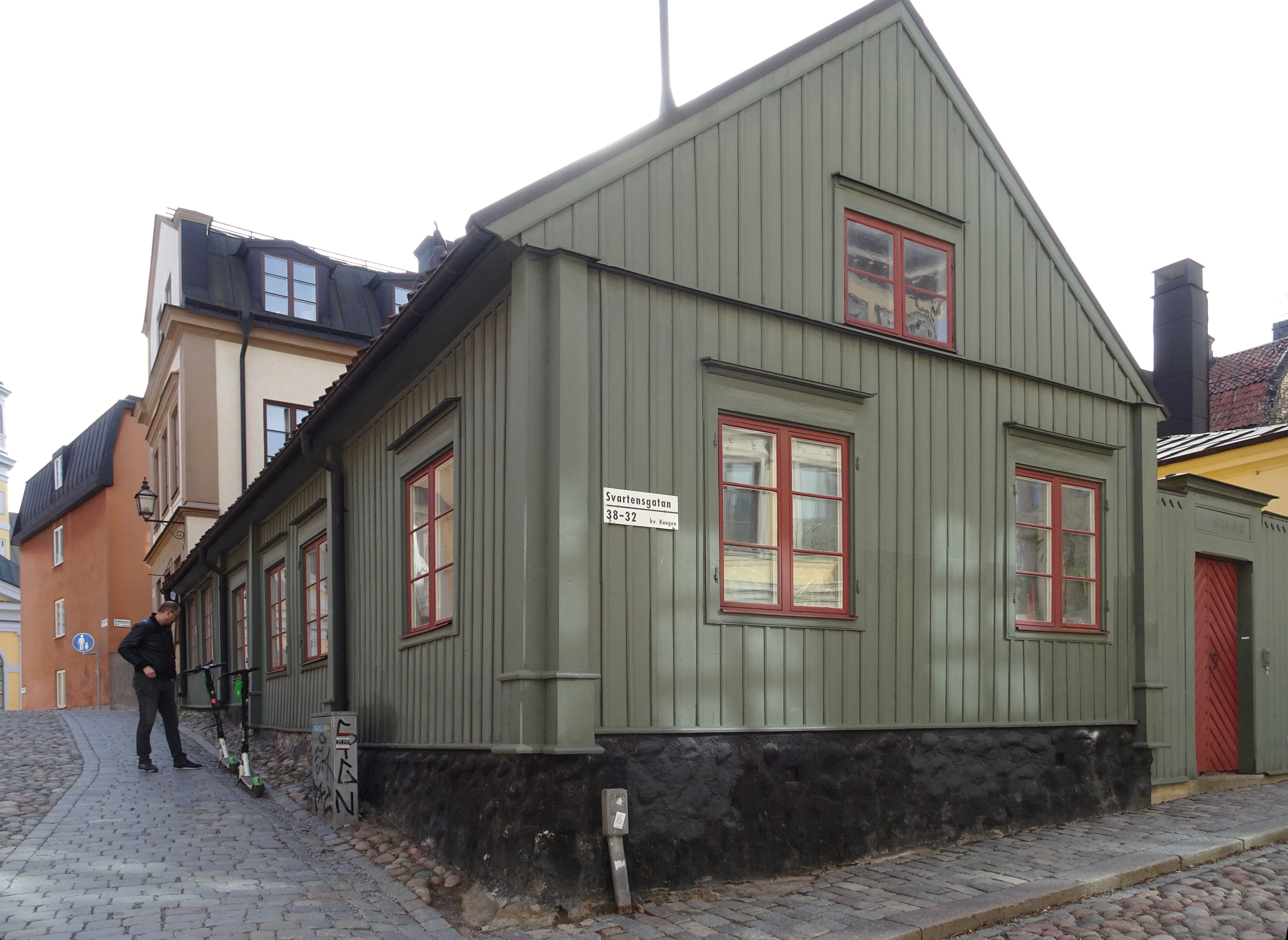
Svartensgatan 38 (trähuset).
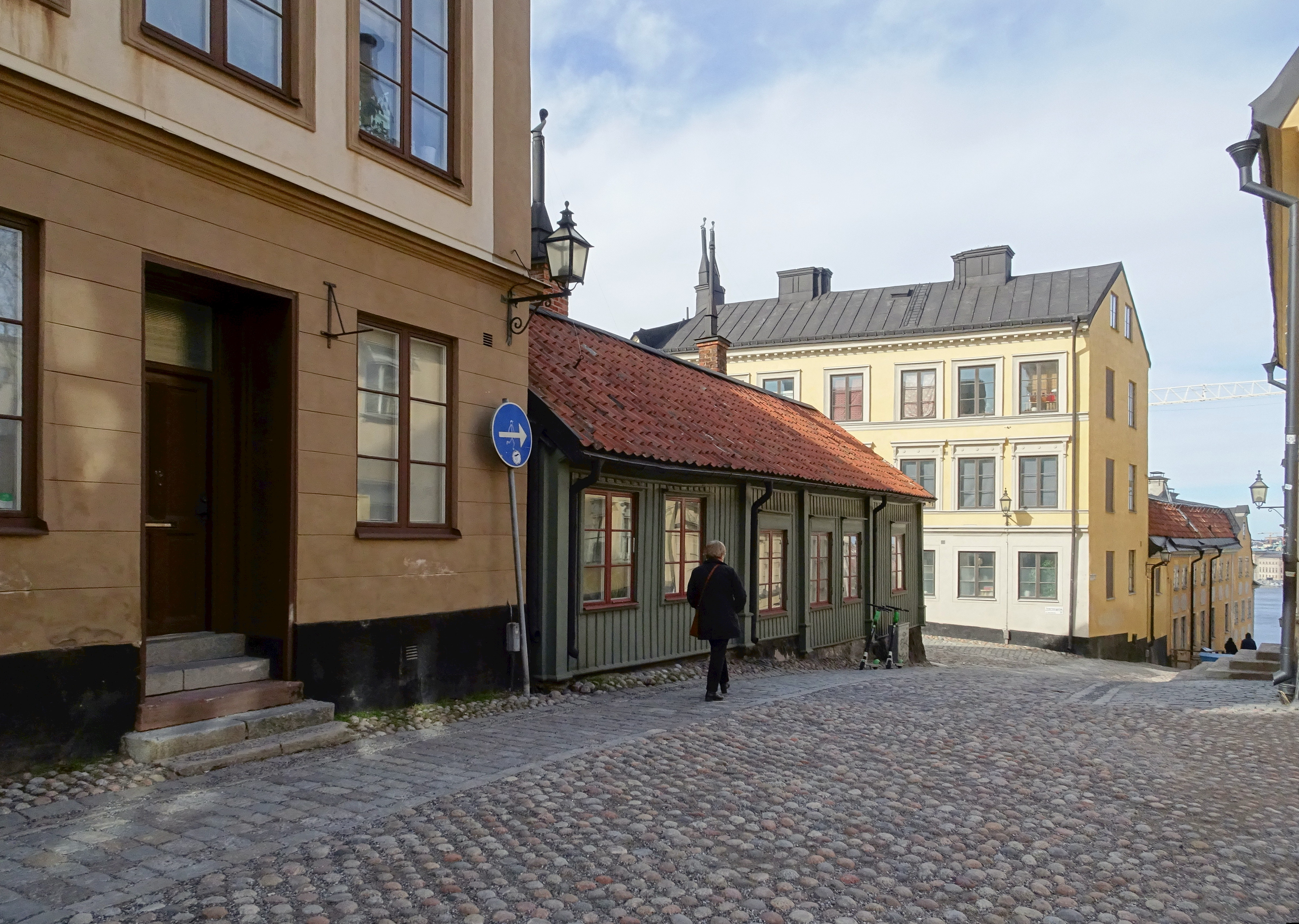
Svartensgatan 38 / Katarina kyrkobacke (stenhuset närmast).

### Roddargatan 5 (före detta Häckelfjäll 14)
Före detta fastigheten Häckelfjäll 14 är bebyggd med ett gulmålat stenhus som uppfördes omkring 1750-talet, exakt byggår är inte känt. Byggherre var tobaksspinnargesällen Johan Wälcklin. Han omnämns 1757 i ett vitesföreläggande och uppmanas att åtgärda de brister som kvarstår i hans nyligen uppförda stenhus. Bristen rörde en trätrappa som skulle ersättas av en stentrappa. Till en början hade huset en våning med sal, kammare och kök på bottenvåningen samt tre vindskammare. Under kofferdistyrmannen Petter Westberg påfördes två våningar som innehöll fem rum vardera och en inredd vind. 1772 tecknade Westberg en brandförsäkring för sin ombyggda fastighet som nu hade tre våningar och inredd vind under ett brutet sadeltak.

### Roddargatan 3 (före detta Häckelfjäll 15)
År 1798 slogs fastigheterna Häckelfjäll 14 och 15 ihop av amiralitetslöjtnanten Ebbe Bauman. Innan sammanslagningen ägdes Häckelfjäll 15 av bland andra vindragare, dödgrävare, kofferdiskeppare och sidenvävare. Samtidigt med sammanslagningen ansökte Bauman om att få bygga ett två våningar högt, stenhus med brutet tak och en längd motsvarande sju fönsteraxlar inåt gården. Hans nybygge vänder gaveln mot gatan och kom att stå vägg-i-vägg med grannhuset Roddargatan 5. För att bättre smälta samman fick båda husen gemensam takfot. Av brandförsäkringen framgår att Baumans nybyggnad var påkostad. Här fanns bland annat ”gipsade tak, porcellaines kakelugnar, moderna tapeter, stora fönster och panelningar”. Envåningslängan i sten och pulpettak i hörnet Roddargatan / Fiskargatan tillkom 1834 och ersatte då ett ”utdömt bonings hus av trä”.

F.d. Häckelfjäll 14, 15
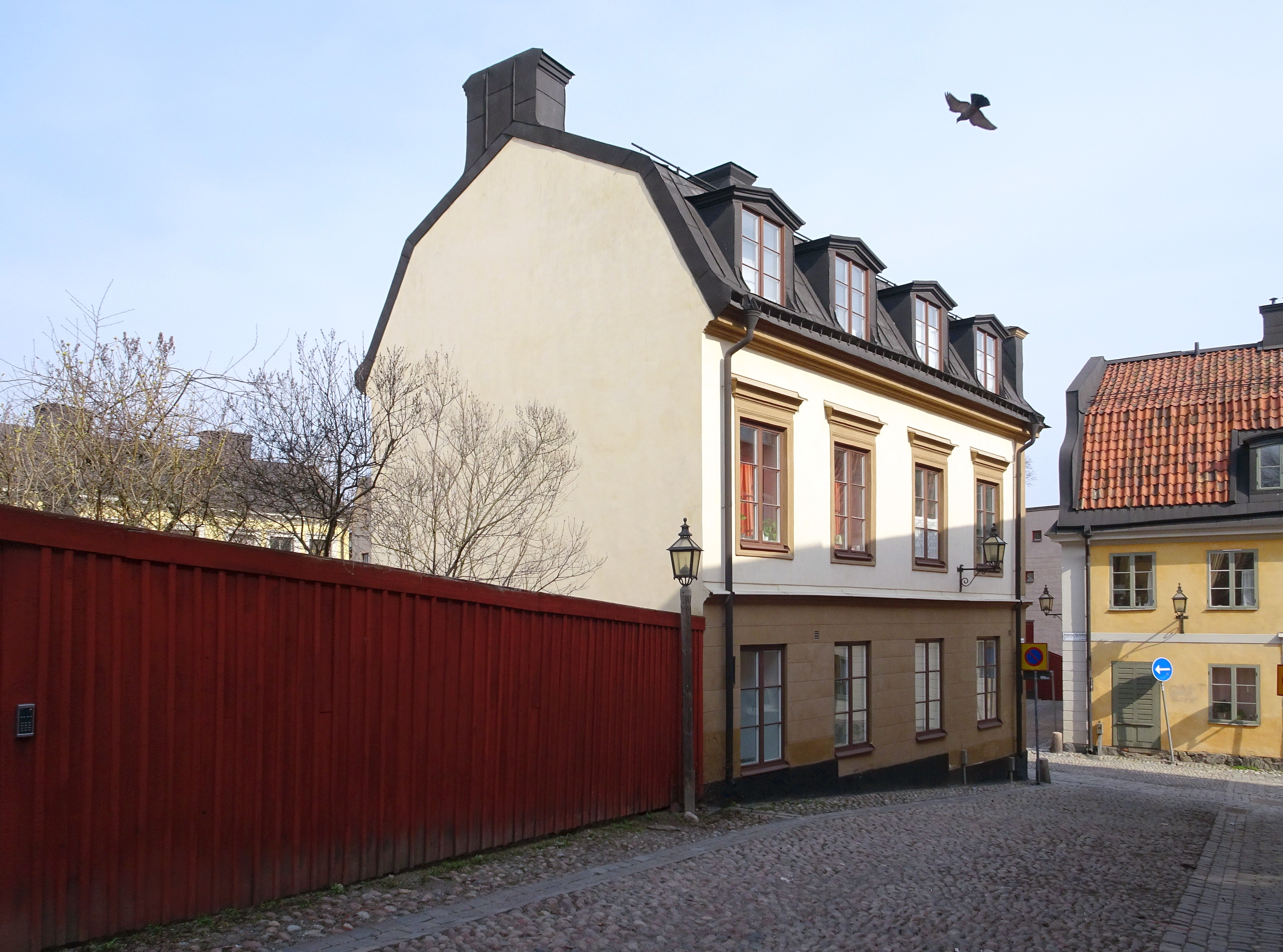
Roddargatan / Katarina Kyrkobacke.
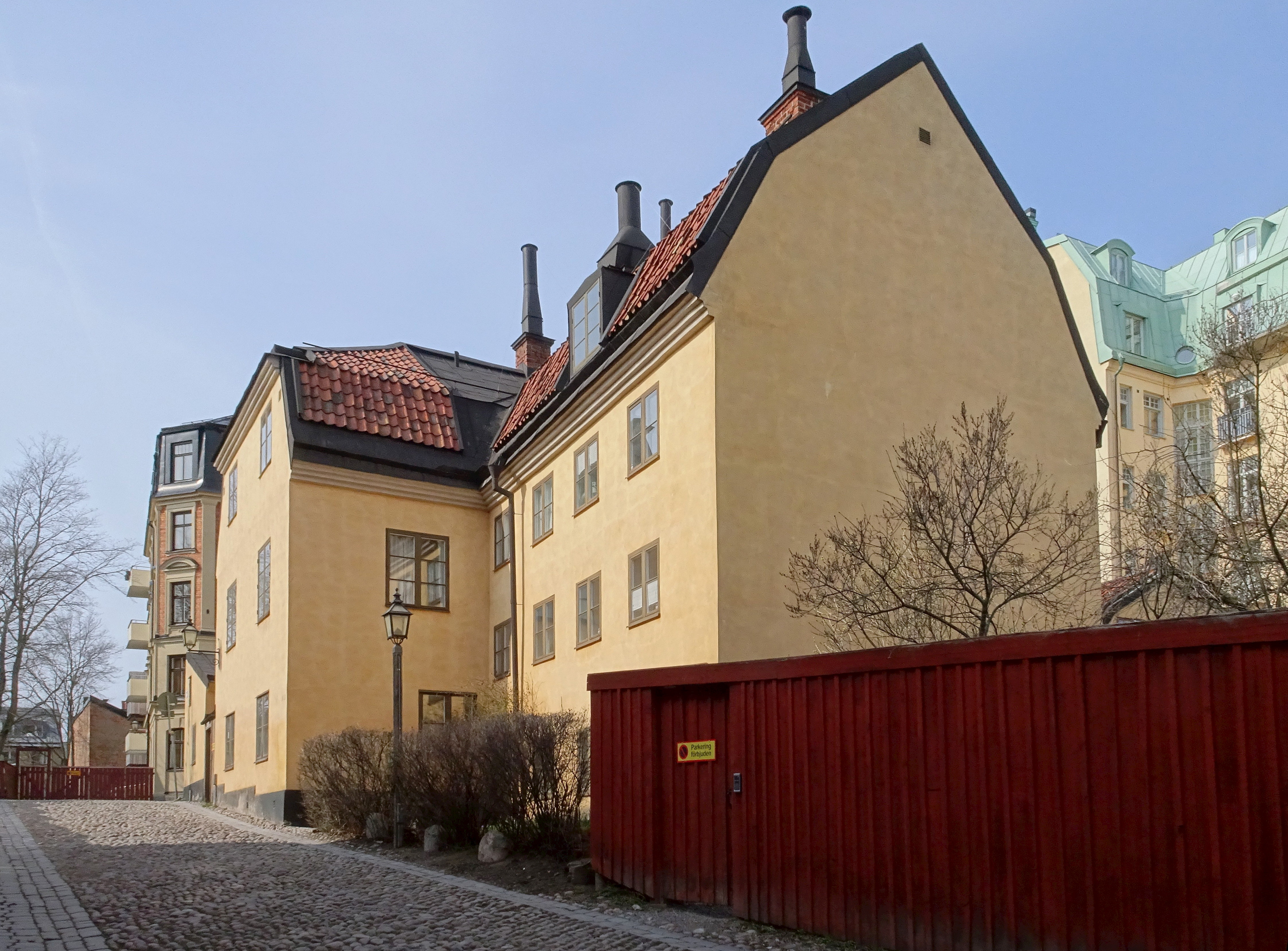
Roddargatan 5 (närmast) och 3.
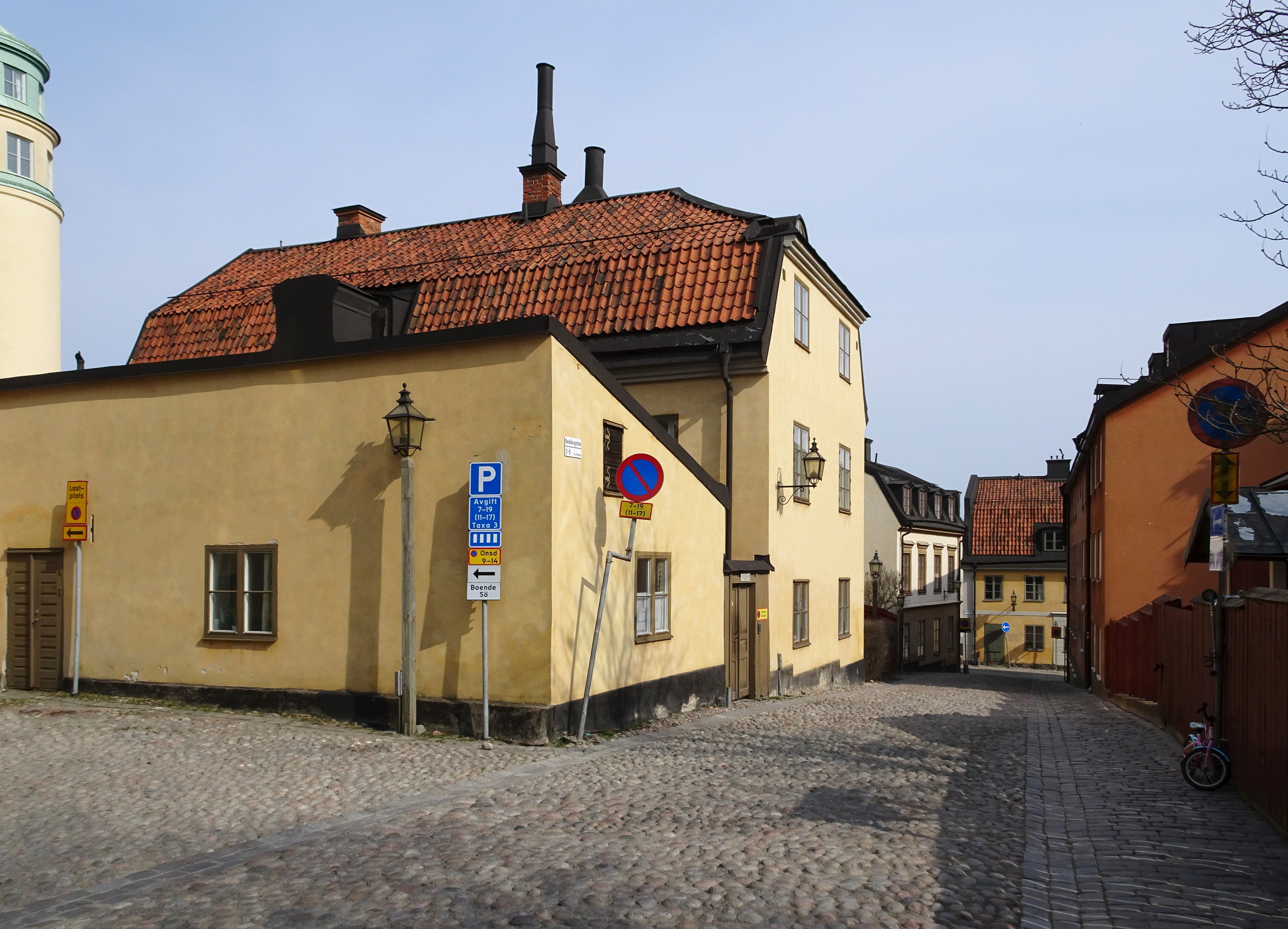
Fiskargatan / Roddargatan 3.
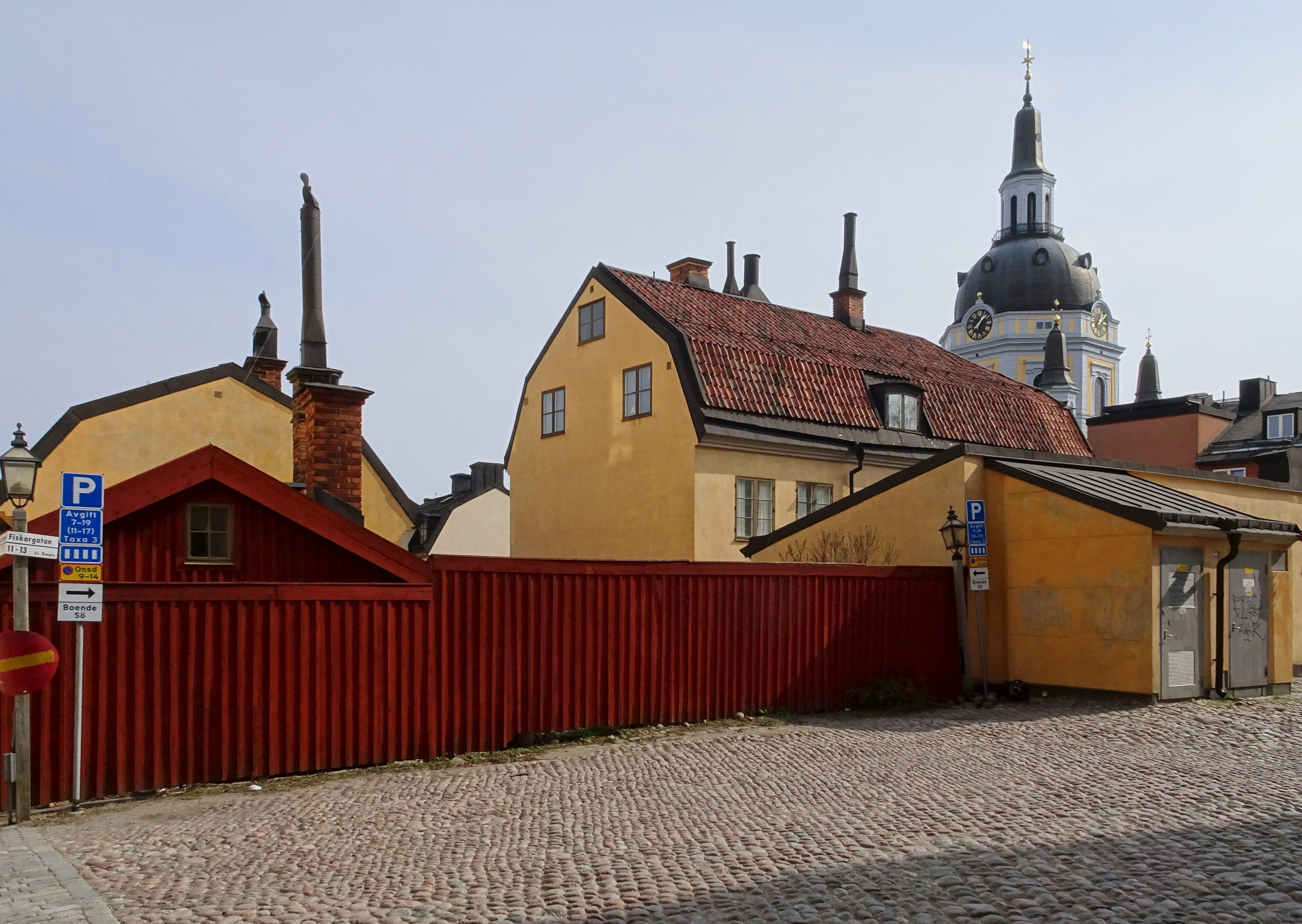
Roddargatan 3 (gårdsfasad) sedd från Fiskargatan.

## Stockholms stad tar över
Fastigheterna i dåvarande kvarteret Häckelfjäll förvärvades av Stockholms stad mellan 1897 och 1927. En genomgripande upprustning började på 1970-talets slut och projekterades i samarbete med Stadsmuseet i Stockholm. Mindre lägenheter slogs ihop till större och alla fick modern standard enligt gällande byggnorm. Fönster, portar och ytterdörrar nytillverkades. Även gårdarna genomgick en omfattande upprustning med bland annat nya stödmurar, delvis nya plank, ny markbeläggning, nya växter och passande möblering. För den arkitektoniska utformningen stod arkitekt Gunnel Englund vid Carlbring Englund Arkitektkontor.